# アレクサンドル・イリインスキー
アレクサンドル・アレクサンドロヴィチ・イリインスキー（ロシア語: Алекса́ндр Алекса́ндрович Ильи́нский；英語: Alexander Alexandrovich Ilyinsky, 1859年1月24日 - 1920年2月23日）は、ロシアの音楽教師で作曲家。《管弦楽組曲》作品13の第7曲「子守唄」や、プーシキンの詩『バフチサライの泉』に基づく同名のオペラで名を遺した。

## 略歴
ツァールスコエ・セローに生まれる。父親はアレクサンドル士官候補生教練隊の軍医であった。サンクトペテルブルク第一学生軍事教練隊において一般教育を受け、1877年から1879年まで砲兵として従軍した。
ベルリンに留学して、ベルリン芸術アカデミーにおいてテオドール・クラックとナタナエル・ベトヒャーに、ベルリン高等音楽学校においてヴォルデマール・バルギールに師事した。
1885年にロシア帝国に帰国してペテルブルク音楽院を修了すると、モスクワ楽友協会附属学校で教鞭を執った。1899年に退職して個人教師として活動を始める。1905年にモスクワ音楽院に教員として加わった。主要な門人に、ヴァシリー・カリンニコフやアルカディ・ドゥベンスキー、アナトーリー・アレクサンドロフ、ニコライ・ロスラヴェッツを擁する。
モスクワにて歿。

## 作品と著書
主要な作品である4幕オペラ《バフチサライの泉》は、アレクサンドル・プーシキンの同名の詩を原作とする台本に曲付けされ、1911年にモスクワで上演された。その中の1曲である「精霊たちの饗宴」は、1935年発表の『ジャワの東（East of Java）』や、1937年発表の『ティム・タイラーの幸運（Tim Tyler's Luck）』、1938年発表の『フラッシュ・ゴードンの火星旅行（Flash Gordon's Trip to Mars）』といった映画において、伴奏音楽に利用された。連続ラジオ番組の『魔女の物語（The Witch’s Tale）』にもテーマ曲として利用された。
そのほかの作品に、女声合唱と管弦楽のための2つのカンタータ（《トンボ》と《ルサルカ》や3つの劇附随音楽（《オイディプス王》《ピロクテーテース》およびアレクセイ・トルストイ原作の《皇帝フョードル・イヴァノヴィチ》）も手懸け、教会音楽や歌曲も遺した。器楽曲も手懸けており、交響曲1曲、演奏会用序曲1曲、弦楽四重奏曲1曲、管弦楽組曲3曲、管弦楽曲《クロアチア舞曲》に加えて、いくつかのピアノ曲も遺している。イリインスキーの作品の中でたぶん最も有名なのは、バレエ組曲《ヌーレとアニトラ》作品13からの第7曲を原曲とするピアノの小品「子守唄」であろう。この曲は、ピアノの学習者に親しまれているだけでなく、さまざまな演奏形態に編曲されて知られている。  
イリインスキーは、1904年に『作曲家通史 4世紀から20世紀まで』を編集しており、商業出版のためにベートーヴェンのピアノ曲全集を編集した。1917年に執筆した『管弦楽法の実践的指導の手引き』は、没後も長らく活用されていた。

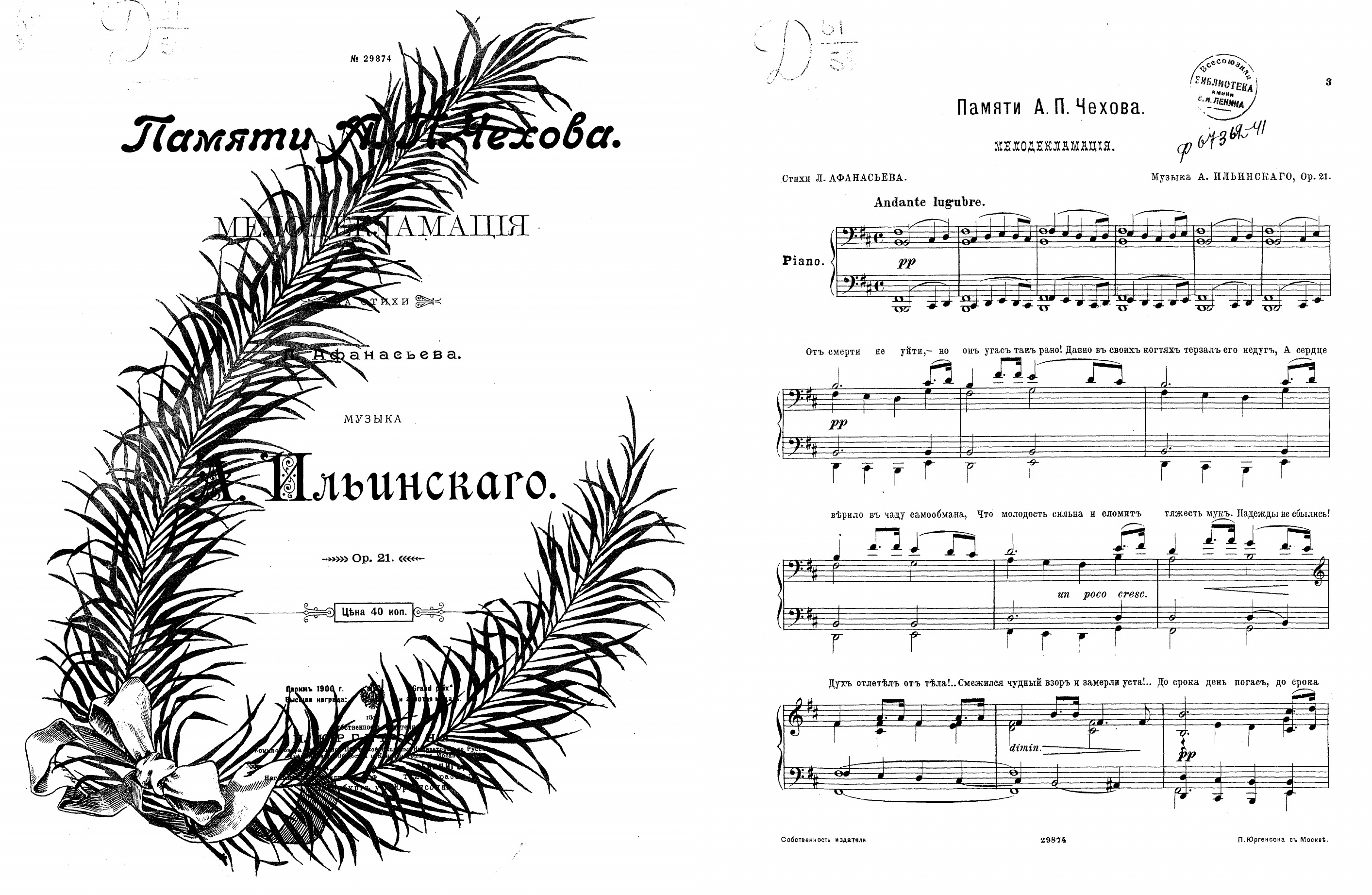
『チェーホフの思い出«Памяти Чехова»』 の楽譜。L. アファナシエフの詩にイリインスキー作曲。